# Ugny-le-Gay
Ugny-le-Gay település Franciaországban, Aisne megyében. Lakosainak száma 186 fő (2022. január 1.). Ugny-le-Gay Caumont, Commenchon, Guivry, La Neuville-en-Beine, Villequier-Aumont és Beaumont-en-Beine községekkel határos.

## Népesség
A település népessége az elmúlt években az alábbi módon változott:
| Lakosok száma | 223  | 172  | 148  | 156  | 169  | 176  | 182  | 185  | 186  | 186  |
|               | 1968 | 1982 | 1990 | 2006 | 2013 | 2015 | 2017 | 2019 | 2020 | 2022 |